# Gole di Saorgio
Le Gole di Saorgio (in francese Gorges de Saorge) sono una gola scavata dal fiume Roia e si trovano nel dipartimento francese delle Alpi Marittime.

## Ambiente
Le particolari condizioni ambientali delle gole hanno selezionato una fauna e una flora caratteristiche. Ad esempio è presente allo stato selvatico il tiglio, cosa decisamente rara nelle zone circostanti.

## Storia
Assieme al Colle di Tenda le gole di Saorgio sono state per secoli un passaggio di importanza strategica per l'accesso al Piemonte e alla Pianura padana dal Nizzardo e viceversa. Ad esempio nel 1706 vennero fortificate dall'esercito francese per impedire il ritorno delle truppe austro-piemontesi verso Nizza e la Riviera di Ponente.

### Iscrizione prima delle gole

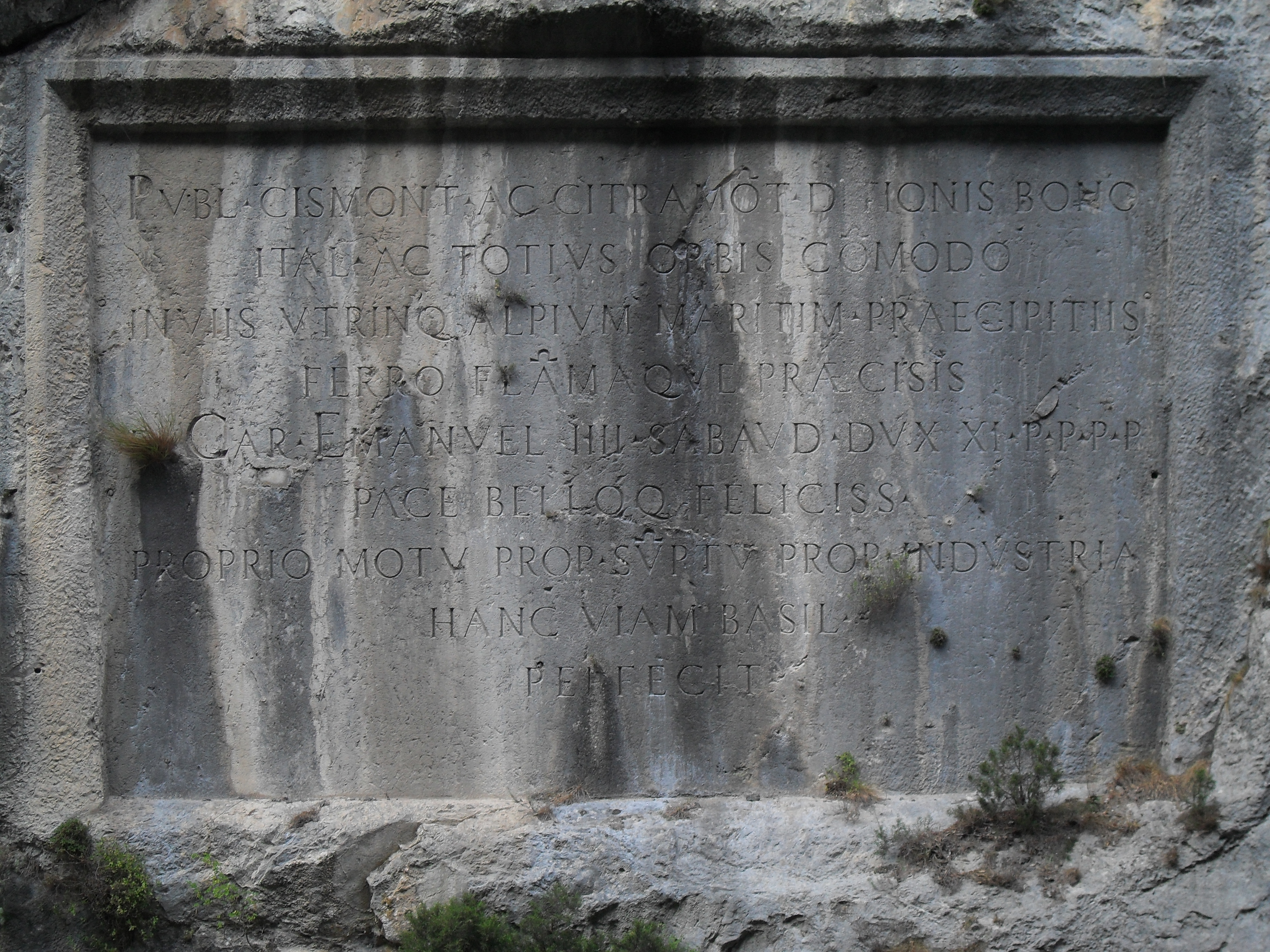
L'iscrizione in latino

Scendendo per la Valle del Roia in direzione di Ventimiglia, dopo il paese di Fontan, prima di arrivare alle gole di Saorge, che formano un vero e proprio canyon, una grande iscrizione in latino scolpita sulla roccia sovrastante la strada ne commemora la costruzione.
Questa è la scritta, riportata fedelmente, come compare oggi:

PVBL. CISMONT. AC CITRAMONT. DITIONIS BONO

ITAL. AC TOTIVS ORBIS COMMODO

INVIIS VTRINQ ALPIVM MARITIM. PRAECIPITIIS

FERRO FLAMMAQVE PRAECISIS

CAR. EMANVEL IIII. SABAVD. DVX XI.P.P.P.P

PACE BELLOQ FELICISS.

PROPRIO MOTV PROP. SVMPTV PROP. INDUSTRIA

HANC VIAM BASIL.

PERFECIT
La sua attribuzione a Carlo Emanuele IV, forse a causa di un'ambiguità del testo, è errata in quanto la costruzione della strada è precedente l'epoca rivoluzionaria nella quale visse detto Re.
Infatti, da fonti storiche che la citano, questa iscrizione, voluta dal Re Vittorio Amedeo II nel 1692 per commemorare la grande opera, viene riferita a Carlo Emanuele I che aveva realizzato il primo tracciato intorno al 1600 e ne aveva predisposto il testo. Carlo Emanuele I era infatti l'undicesimo Duca sabaudo ed il quarto con il nome Carlo.
Poche centinaia di metri più avanti, proprio all'inizio delle gole, la vecchia strada, ora abbandonata dopo la costruzione delle gallerie, è sovrastata dai resti di un'iscrizione molto più grande, ma completamente deturpata ed illeggibile.
Questa viene riferita all'allargamento della strada, voluta dal Re Vittorio Amedeo III, che in essa viene citato, datata 1784.
Questo è il testo originario:

VICTORIUS AMEDEUS III REX SARDINIAE

UTILITATI PUBLICAE SEMPER INTENTUS

AD EXPEDITIOREM PER PROVINCIAS SUBALPINAS IN

ALPINASQUE MERCIUM COMPORTATIONEM

AB ORA MARITIMA

SINGULARI PROVIDENTIA ET MIRA CONSTANTIA

VIAM HANC A CAROLO EMAN. I SABAUDIAE DUCE

SARCINARIIS IUMENTIS PRIDEM APERTAM

RUPIBUS ESCISIS ASPERRIMIS MONTIUM IUGIS AEQUATIS

PONTIBUS IMPOSITIS AGERRIBUS SUBSTRUCTIS

LATAM PED. XVIII AGENDIS VEHICULIS APTISSIMAM,

ET IN PLANITIEM FERE REDACTAM

EX LUMONE M. P. XXXXV NICEAM USQUE

DEDUXIT MUNIVIT